# جايسون فارنهام
جايسون فارنهام (بالإنجليزية: Jason Farnham)‏ هو ملحن ومنتج أسطوانات أمريكي، ولد في 1975.

## روابط خارجية
- جايسون فارنهام على موقع IMDb (الإنجليزية)
- جايسون فارنهام على موقع ميوزك برينز (الإنجليزية)